# 东阳北站
东阳北站位于中华人民共和国浙江省金华市东阳市江北街道石宅区域，是一座甬金铁路客货运站。车站站房面积5000平方米，设2台6线。站房外观以“木雕之韵、山水之灵”为概念设计。东阳北站于2022年7月5日开工建设，2023年12月31日开通运营。